# KRT82
KRT82 هوَ كيراتين.